# Thomas Arthur Atkinson Wilson
Thomas Arthur Atkinson Wilson, britanski general, * 1882, † 1958.